# SN 2010bp
SN 2010bp – supernowa typu Ia odkryta 13 kwietnia 2010 roku w galaktyce E221-G32. W momencie odkrycia miała maksymalną jasność 15,20m.